# Yui Ichikawa
 (mai 2014).
Si vous disposez d'ouvrages ou d'articles de référence ou si vous connaissez des sites web de qualité traitant du thème abordé ici, merci de compléter l'article en donnant les références utiles à sa vérifiabilité et en les liant à la section « Notes et références ».
Pour les articles homonymes, voir Ichikawa (homonymie).
Yui Ichikawa (市川 由衣, Ichikawa Yui) est une actrice et chanteuse japonaise, née le 10 février 1986 à Tokyo, au Japon.  Elle est aussi connue par son surnom, Yui-nyan.
Elle a commencé sa carrière toute jeune en tant que gravure idol. Puis elle a joué en tant qu'actrice dans plusieurs séries télévisées (drama) et, dans les dernières années, elle s'est davantage concentré sur sa carrière cinématographique. Elle a ainsi joué un rôle mineur dans le film Ju-on : The Grudge et a repris son personnage pour un rôle plus important dans la suite, Ju-on: The Grudge 2. Elle a récemment représenté Nana Komatsu (Hachi) dans l'adaptation cinématographique du célèbre manga Nana d'Ai Yazawa. Parallèlement, elle mène une carrière de chanteuse de J-pop.

## Idol

### Photos
| Année      | Titre                                                   |
| ---------- | ------------------------------------------------------- |
| 2001       | 「Yuismび～む」彩文館出版                               |
| 2002       | 「いちかわくん」ワニブックス                            |
| 2002       | 「感染対策ムックyuirus(ユイルス)2002」集英社            |
| 2002       | ピンナップポスター「Yui Ichikawa☆Pinup」ワニマガジン社  |
| 2002       | 「yuiche!grazie」集英社                                 |
| 2003       | 「市川由衣制服コレクション」ブックマン社                |
| 2004       | 「私立市川由衣学園」 集英社・週刊ヤングジャンプ特別編集 |
| 2006.02.10 | 「ハタチ～THE GOLDEN BEST～(DVD付き)」集英社            |
| 2008.02.10 | 「いちかわさん」ワニブックス                            |

### Vidéos & DVD
| Année | Titre                                             |
| ----- | ------------------------------------------------- |
| 2001  | 「うれし、恥ずかし、大ジャンプ！」                |
| 2001  | 「THE COMPLETE」                                  |
| 2001  | 「YUI リスト宣言Ｐａｒｔ．１」                    |
| 2002  | 「YUI リスト宣言Ｐａｒｔ．２」                    |
| 2002  | ビデオ/VISUAL QUEEN OF THE YEAR 2002「Oh la la!」 |
| 2002  | DVD/VISUAL QUEEN OF THE YEAR 2002「Oh la la!」    |
| 2002  | DVD「yuiche!prego」                               |
| 2003  | DVD「市川由衣」                                   |

## Filmographie

### Films
| Année | Titre anglais   | Titre japonais         | Rôle            |
| ----- | --------------- | ---------------------- | --------------- |
| 2003  | Ju-on The Movie | 呪怨 THE MOVIE         | Chiharu         |
| 2003  | Ju-on 2         | 呪怨2                  | Chiharu         |
| 2004  | Zebraman        | ゼブラーマン           | Midori Ichikawa |
| 2005  | ZOO             | ZOO                    | Rimiko          |
| 2005  | About Love      | アバウト・ラブ／関於愛 | Yuka            |
| 2005  | School Daze     | スクールデイズ         | Ayako Hayatsu   |
| 2006  | Forbidden Siren | サイレン               | Yuki Amamoto    |
| 2006  | Rough           | ラフ ROUGH             | Kaori Koyanagi  |
| 2006  | Nana 2          | NANA 2                 | Nana Komatsu    |
| 2008  | Onpun to Konbu  | 音符と昆布             | Momo Kogure     |
| 2008  | Kurosagi        | クロサギ               | Yukari Mishima  |
| 2008  | Hyakuhachi      | ひゃくはち             | --              |

### Dramas
| Année | Titre anglais                  | Titre japonais            | Rôle              |
| ----- | ------------------------------ | ------------------------- | ----------------- |
| 2001  | Shibuyakei joshi Pro Race      | 渋谷系女子プロレス        | herself           |
| 2002  | Jikuu Keisatsu Wecker D-02     | 時空警察ヴェッカーD-02    | Kana Goto         |
| 2002  | Gokusen                        | ごくせん                  | Natsumi Sawada    |
| 2002  | Taiho Shichauzo                | 逮捕しちゃうぞ            | Yuka Kohashi      |
| 2003  | Ju-on                          | 呪怨                      | Chiharu           |
| 2003  | Hotman                         | ホットマン                | Hinata Furiya     |
| 2003  | Ruton no Ouhi, Saigo no Koutei | 流転の王妃・最後の皇弟    | Aisin-Gioro Kosei |
| 2003  | Yankee Bokou ni kaeru          | ヤンキー母校に帰る        | Yuki Touda        |
| 2004  | Hotman '04 Spring Special      | ホットマン'04春スペシャル | Hinata Furiya     |
| 2004  | Tenkokuhe no Ouenka            | 天国への応援歌            | Chiaki Shiraishi  |
| 2004  | Wonderful Life                 | ワンダフルライフ          | Touko Kitsuragi   |
| 2004  | Hotman 2                       | ホットマン 2              | Hinata Furiya     |
| 2005  | H2~Kimi to itahibi             | H2〜君といた日々          | Hikari Amamiya    |
| 2005  | Kikujirou Tosaki               | 菊次郎とさき              | Yasuko Kitano     |
| 2005  | Autorimitto                    | アウトリミット            | Risa Morino       |
| 2006  | Rondo                          | 輪舞曲                    | Kotomi Kazama     |
| 2006  | Ai to shi omitsumete           | 愛と死をみつめて          | Hisako Oshima     |
| 2006  | Kurosagi                       | クロサギ                  | Yukari Mishima    |
| 2006  | Saigo no Nightingale           | 最後のナイチンゲール      | Yasuko Taira      |
| 2006  | Doubutsu 119                   | どうぶつ119               | Narumi Koyama     |
| 2007  | Detective School Q             | 探偵学園Q                 | Youko Mitsuno     |
| 2007  | Sushi Ouji!                    | スシ王子!                 | Hikari Hayashida  |
| 2007  | Suisei Monogatari              | 彗星物語                  | Kiyomi Shirota    |
| 2008  | 4 Shimai Tantei Dan            | 4姉妹探偵団               | Tamami            |
| 2009  | RESCUE                         | RESCUE                    | Aoi Maezono       |

### Voix de jeu vidéo
| Année | Titre anglais | Titre japonais  | Rôle           |
| ----- | ------------- | --------------- | -------------- |
| 2003  | Chaos Legion  | カオス レギオン | Arcia Rinslett |

| Année | Titre anglais  | Titre japonais   | Rôle |
| ----- | -------------- | ---------------- | ---- |
| 2017  | NieR: Automata | 二アーオートマタ | 2B   |

## Discographie

### Singles
| Année | Titre anglais | Titre japonais | Pistes | Classement |
| ----- | ------------- | -------------- | ------ | ---------- |
| 2003  | Ame           | 雨             | 4      | --         |
| 2004  | Love Letter   | Love Letter    | 4      | --         |
| 2004  | Kira Kira     | キラ・キラ     | 4      | --         |
| 2004  | Ai wa Katsu   | 愛は勝つ       | 4      | --         |

### Albums
| Année | Titre anglais | Titre japonais | Pistes | Classement |
| ----- | ------------- | -------------- | ------ | ---------- |
| 2004  | i-pop mini    | i-pop mini     | 8      | --         |